# Chebaa

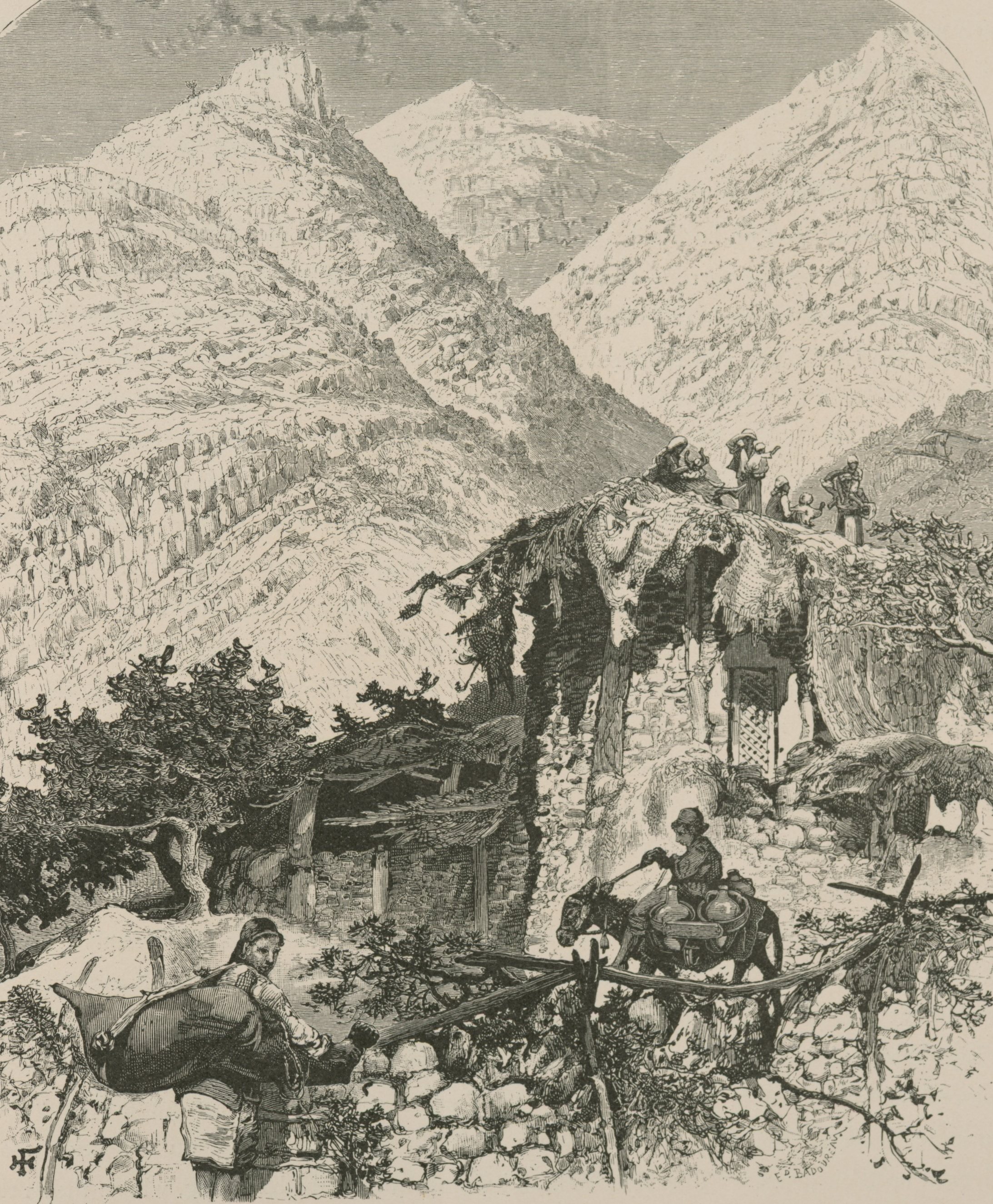
Wâdy Shib'a, de Hebbâriyeh. Le village de Shib'a est visible au sommet du deuxième pic ; c'est le point habité le plus élevé du mont Hermon (Jebel esh Sheikh).

Chebaa est une municipalité libanaise du district de Hasbaya, gouvernorat de Nabatieh, au sud du Liban.
Elle s'élève à une altitude de 1 250 mètres et s'étend sur une surface de 2 920 hectares.

## Établissements Scolaires
| Établissements scolaires                          | Cheeba (2005-2006) | Liban (2005-2006) |
| ------------------------------------------------- | ------------------ | ----------------- |
| Nombre d'établissements scolaires                 | 4                  | 2788              |
| Établissements scolaires publics                  | 2                  | 1763              |
| Établissements scolaires privés                   | 2                  | 1025              |
| Élèves scolarisés dans les établissements publics | 435                | 439905            |
| Élèves scolarisés dans les établissements privés  | 145                | 471409            |